# Katedrala u Zvartnocu
Katedrala u Zvartnocu (armenski: Զուարթնոց, u značenju "Nebeskih anđela"), ostaci armenske katedrale na istočnom kraju Ečmijadzina. Izgrađena je prema nalogu katolikosa Nersesa III. od 641. do 653. godine.
Katolikos Nerses III. (nadimkom "Graditelj") je između 641. i 653. dao sagraditi katedralu, na mjestu gdje su se upoznali kralj Trdat III. i sveti Grgur Prosvjetitelj. Oba su zaslužna za pokrštavanje Armenaca. Katedrala je bila jedinstvena po svom obliku: tlocrt kružnog plana sa središnjom kupolom na kolonadi arkada i poligonalnim vanjskim zidovima od 32 kuta. Uz nju su se nalazila Patrijarhalna palača i vinarija, a unutrašnjost joj je bila oslikana freskama. Ona je snažno utjecala na mnoge građevine izgrađene poslije u Armeniji i šire (Turska, Iran). Uništena je u snažnom potresu 930. godine i otkrivena je tek početkom 20. stoljeća. Njen pronalazač, arhitekt Thoros Thoramanian, poduzeo je i prve radove na njezinoj obnovi.
Skica katedrale je na prvom izdanju novčanica od 100 armenskih drama. Model katedrale nalazi se u erevanskom Povijesnom muzeju.
Katedrala je zajedno s nekoliko obližnjih lokaliteta pod zajedničkim nazivom (Katedrala i crkve Ečmijadzina i arheološki lokalitet Zvartnoc), zaštićena kao UNESCO-ov lokalitet Svjetske baštine. 
U blizini je također Međunarodna zračna luka grada Erevana.